# جغرافیای نروژ

آبدره گیرانگر نروژ.

نُروژ این کشور از مشرق دارای یک نوار طولانی مرزی با سوئد بوده و همچنین از شمال شرق با فنلاند و روسیه و از جنوب با تنگهٔ اسکاگراک هم‌مرز است. سواحل نروژ طولانی است و به اقیانوس اطلس و دریای بارنتز متصل است.
نروژ ۲٬۵۴۴ کیلومتر مرز مشترک با همسایگان خود دارد. با فنلاند ۷۲۹ کیلومتر، با سوئد ۱٬۶۱۹ کیلومتر و با روسیه ۱۹۶ کیلومتر.
پایتخت نروژ، شهر اسلو با ۷۹۲ هزار نفر جمعیت می‌باشد. مساحت نروژ ۳۸۵٬۱۵۵ کیلومتر مربع و جمعیت آن ۵ میلیون و ۱۳۰ هزار نفر است. از مهم‌ترین شهرهای نروژ می‌توان به برگن ۲۷۲ هزار نفر، تروندهایم ۱۵۳ هزار نفر، استاوانگر ۱۱۱ هزار نفر و باروم ۱۰۳ هزار نفر اشاره کرد. تقریباً ۷۰ ٪ خاک نروژ به دلیل سرمای شدید و همجواری با قطب شمال غیرقابل سکنی می‌باشد و هرچه از شمال به طرف جنوب نروژ پیش برویم از سرمای هوا کاسته و به تراکم جمعیت افزوده می‌شود.
نروژ کشوری کوهستانی است ودارای هوای بسیار سردی است. قسمت عمده‌ای از اراضی نروژ حتی در منطقه کوهستانی پوشیده از جنگل است. چوب این جنگلها منبع درآمد خوبی برای کشور نروژ به‌شمار می‌آید. مدار شمالگان از نواحی شمالی این کشور عبور می‌کند. قسمتی از مرزهای نروژ و فنلاند را رود «تانا» تشکیل داده‌است.
هیچ کشوری به اندازه نروژ در سواحل خود، بریدگی‌های کوچک و بزرگ ندارد، این بریدگی‌ها متعلق به دوران یخچالی است. مشخصه خط ساحلی نروژ وجود آبدره‌ها (فیوردها fjords) و یک رشته خلیجک‌های طولانی، عمیق و باریک که از جریان یخچال‌ها شکل یافته‌است. بخش اعظم نروژ را ارتفاعاتی از سنگ سخت تشکیل می‌دهد. زمین‌های پست اصلی در امتداد ساحل اسکاژراک و در اطراف اسلوفیورد و تروندهیم‌فیورد است. سوالبارد (اسپیتس‌برگن) مجمع‌الجزایر سردی در اقیانوس منجمد شمالی است. یان‌ماین جزیره‌ای آتشفشانی بین نروژ و گروئنلند است. رودهای مهم نروژ، گلوما (گلاما)، لوگان، تانا هستند. بلندترین نقطهٔ نروژ، قلهٔ گالدهوپی گین است که ۲٬۴۶۹ متر ارتفاع دارد. آب و هوای نروژ به دلیل گرمای جریان خلیج (گلف استریم) معتدل است. تابستان‌ها با توجه به عرض جغرافیایی بسیار معتدل و زمستان‌ها طولانی و بسیار سرد است. ریزش برف و باران به بیش از ۲۰۰۰ میلی‌متر در غرب می‌رسد. بعضی نواحی دور از دریا به واسطه کوه‌ها، در حد محسوسی، باران کمتری دارند. ۹۴/۲ درصد خاک این کشور زمین قابل کشت است.
در شمال نروژ جزایر متعددی وجود دارد که مهم‌ترین آنها عبارتند از: لوپهاوت، رینگ واسوی و سنجا. در شمال غربی نیز مجمع‌الجزایر لوفتون (لوفون) شامل ۱۲ جزیره بزرگ و ۳۵ جزیره کوچک، جزیره ویکنا، جزیره هیترا و فوریا واقع شده‌اند. کشور نروژ خلیج‌های فراوانی دارد که از مهم‌ترین آنها می‌توان به تانا، لاکسه، پورسانگر، وستافیورد در نواحی شمال و شمال غربی، فیوردین، بوکن، اوسلو و هاردانگر در نواحی غربی و جنوبی اشاره نمود.
قسمت اعظم نروژ را ارتفاعاتی از سنگ سخت تشکیل می‌دهد. در شمال اقیانوس منجمد شمالی با آب و هوای سرد در مناطق شمالی و نسبتاً سرد در مناطق مرکزی و آب و هوای معتدل در مناطق جنوبی. میانگین دما از ۴ درجه زیر صفر در دی ماه تا ۱۷ درجه سانتی گراد بالای صفر در خرداد، نوسان دارد و میزان بارش سالانه در همین منطقه، ۱۹۶ سانتی‌متر است. در بیشتر مناطق شمالی نروژ معمولاً شش ماه شب است و شش ماه روز است. اکثر مناطق شمالی نروژ معمولاً ۹ ماه در سال بارش برف و باران را به همراه دارد.

## تقسیمات کشوری

از لحاظ تقسیمات کشوری نروژ از ۱۹ استان تشکیل گردیده‌است که زیر نظر استانداران و شورای منتخب اداره می‌شود. هر استان شامل تعدادی بخشداری (به نروژی: کمون (kommune) است. بیشتر امور جاری محل زیست افراد، توسط این بخشداری‌ها سروسامان می‌گیرد.
1. آکرشوس (Akershus)
2. آست آگدر (Aust-Agder)
3. بوسکرود (Buskerud)
4. فینمارک (Finnmark)
5. هدمارک (Hedmark)
6. هوردالاند (Hordaland)
7. موره او رومسدال (More og Romsdal)
8. نوردلاند (Nordland)
9. نورد تروندلاگ (Nord-Trondelag)
10. اوپلاند (Oppland)
11. اسلو (Oslo)
12. اوستفولد (Ostfold)
13. روگالاند (Rogaland)
14. سون او فیوردانه (Sogn og Fjordane)
15. سور تروندلاگ (Sor-Trondelag)
16. تلمارک (Telemark)
17. ترومس (Troms)
18. وست آگدر (Vest-Agder)
19. وستفولد (Vestfold)